# Cinthya Calderón
Cinthya Jessenia Calderón Ulloa (Tacna, 9 de junio de 1988) es una exreina de belleza peruana. Representó al Perú en el certamen Miss Mundo 2007 organizado en China. También ha participado en varios desfiles de moda y eventos sociales en su calidad de Miss Perú Mundo 2007.
Obtuvo un lugar en el concurso de Miss Perú World de 2007 tras haber ganado la corona de Señorita Tacna 2006, representando al balneario tacneño de Boca del Río.
Cabe destacar que es la primera representante de Tacna que logró ganar un reinado nacional de belleza, además de recibir el reconocimiento por ser embajadora turística del departamento.